# Società Sportiva Pennarossa
La Società Sportiva Pennarossa es un club de fútbol con sede en Chiesanuova, San Marino. Fue fundado en 1968 y juega en el Campeonato Sanmarinense de fútbol.

## Historia
Fue fundado en el año 1968 en la ciudad de Chiesanuova, siendo campeón de Liga en 1 ocasión con 1 subcampeonato, ha ganado 2 Copas en 4 finales jugadas y 1 Trofeo Federal en 3 finales jugadas.
A nivel internacional ha participado en 1 torneo continental, en la Copa UEFA de 2004/05, en la que fue eliminado en la Primera ronda clasificatoria por el FK Zeljeznicar de Bosnia y Herzegovina.

## Palmarés

### Torneos nacionales
- Campeonato Sanmarinense de fútbol (1): 2003-04
- Copa Titano (2): 2004, 2005
- Trofeo Federal de San Marino (1): 2003

## Participación en competiciones de la UEFA
| Temporada | Torneo    | Ronda            | Club           | Casa | Visita | Global |
| --------- | --------- | ---------------- | -------------- | ---- | ------ | ------ |
| 2004/05   | Copa UEFA | Clasificatoria 1 | FK Zeljeznicar | 1–5  | 0–4    | 1–9    |